# U.S. Route 95 Alternate (Nevada)
La U.S. Route 95 Alt o Ruta Federal 95 Alt (abreviada US 95 Alt) es una autopista federal ubicada en el estado de Nevada. La autopista inicia en el Sur desde la US 95     en Schurz hacia el Norte en la US 95     en Fallon. La autopista tiene una longitud de 169 km (105 mi).

## Mantenimiento
Al igual que las carreteras estatales, las carreteras interestatales, y el resto de rutas federales, la U.S. Route 95 Alt es administrada y mantenida por el Departamento de Transporte de Nevada por sus siglas en inglés Nevada DOT.

## Cruces
La U.S. Route 95 Alt es atravesada principalmente por la  US 50     en Silver Springs
 US 50     en Fernley
 I 80     en Fernley.